# Aktiv–stativa språk
I ett aktiv–stativt språk markeras kasus utifrån den semantiska betydelse ett verb har. Aktiva verb beskriver en handling, medan statiska/stativa verb markerar ett tillstånd. På grund av sin struktur använder sig aktiv-stativa språk inte i någon större utsträckning sig av distinktionen transitivitet/intransivitet. En distinktion som förekommer i den här typen av språk kan ha med vilken typ av kontroll som en aktör har över ett händelseförlopp, en distinktion som bland annat återfinns i tagalog.
Aktiv-stativa språk är vanligast förekommande i Nordamerika och Stillahavsområdet.